# Granica boliwijsko-brazylijska
Granica boliwijsko-brazylijska to granica międzypaństwowa, ciągnąca się na długości 3423,2 km od trójstyku z Peru na północy do trójstyku z Paragwajem na południu.
Na 2672 km granice oparte są na korytach rzecznych, m.in. rzek Mamoré, Guaporé, Madeira, Verde